# Promontorio del Argentario

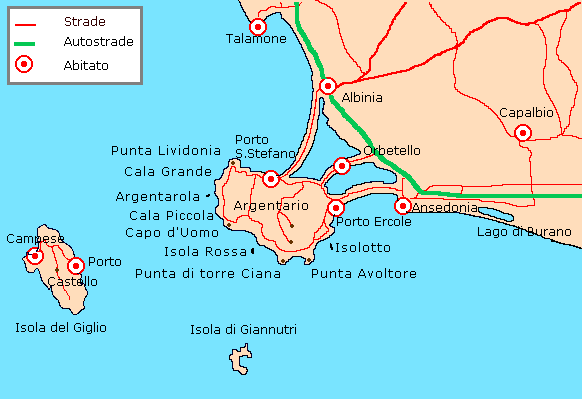
Mapa del promontorio del Argentario

El promontorio del Argentario (en italiano: promontorio dell'Argentario) es un espacio natural protegido italiano que incluye el promontorio homónimo situado en el municipio del monte Argentario, situado en el sector suroeste de la provincia de Grosseto, en la Toscana. El área está bordeado por el mar Tirreno.

## Ubicación
El monte Argentario, de 635 m de altura, limita al norte con la laguna Orbetello. Está unido a tierra firme únicamente mediante dos lenguas de tierra, el tómbolo de la Gianella en la parte Norte y el de Feniglia al Sur.
El promontorio del Argentario es un sitio de interés regional (SIR 125), aunque como un área protegida no está incluido en el sistema regional de protección. Se ha propuesto como Lugar de Importancia Comunitaria (pSIC) y está protegido como zona de protección especial (ZPS), en particular en referencia a la línea de costa rocosa de acantilados, de alto interés natural y paisajístico.
La costa del promontorio está inserta en el santuario de cetáceos establecido en 1991 como un área marina natural protegida de interés internacional.

## Flora y fauna
Los ejemplares de aves son de especial importancia. Cabe destacar los flamencos y espátulas que habitan en los cañaverales de la laguna. Del reino vegetal cabe destacar los pinares y las laderas del monte, poblado con matorral mediterráneo espeso.